# 利比哥鳄属
利比哥鱷（學名：Libycosuchus）是種已滅絕鱷形超目動物，可能是諾托鱷的近親。利比哥鱷是種陸生動物，生存於白堊紀晚期的森諾曼階，約9500萬年前。利比哥鱷的化石發現於埃及的拜哈瑞耶組（Baharije Formation），生存於相同年代、地區的動物有：腔鱷、棘龍、以及皺褶龍。